# Bésame mortalmente
 Bésame mortalmente es una película de Argentina filmada en colores dirigida por Guillermo Fernandino  y Luis Gutmann sobre el guion de Luis Gutmann, Santiago Carlos Oves y Luis Rossini que se estrenó el 7 de junio de 1990 y que tuvo como actores principales a Arturo Bonín,  Daniel Fanego, Noelle Balfour y Marina Olmi.

## Sinopsis
La investigación judicial por la muerte de una prostituta.

## Reparto
- Arturo Bonín … Juez
- Daniel Fanego … Germán
- Noelle Balfour … Patricia
- Marina Olmi … Sara
- Carlos Muñoz … Padre de Sara
- Horacio García Belsunce
- Carlos Gallup
- Rubén Kanalenstein
- Mónica Núñez Cortés … Matilde
- Mausi Martínez … Prostituta
- Isabel Llibosart
- Ana Sosa Cordero
- Gianni Fiori
- Liliana Pizarro
- Marcela Labarca
- Vanesa Weinberg
- Eugenio Cosentino
- Graciela Pikel
- Enrique Zacharevic
- Federico Luppi … Cameo

## Comentarios
Claudio Daniel Minghetti en Página 12 escribió:

«La pregunta es ¿Quién es el asesino? Nada nuevo, pero peor contado que en otras ocasiones…La cámara experimenta con planos-secuencia en vano por emular el Gódard de los años 60’.»

Aníbal M. Vinelli en Clarín dijo:

«Cualquier similitud con el film de Robert Aldrich de 1955 es pura coincidencia.»

Manrupe y Portela escriben:

«Thriller más sexy que violento. No muy original pero con cierta prolijidad formal.»